# Hans-Joachim Körber
Hans-Joachim Körber (* 9. Juli 1946 in Braunschweig) ist ein deutscher Manager und war von Juni 2001 bis Oktober 2007 Vorstandsvorsitzender der Metro AG.

## Werdegang

### Ausbildung
Körber studierte seit 1966 an der Technischen Universität Berlin Brauereitechnologie und Betriebswirtschaftslehre. Nach Abschlüssen als Diplom-Braumeister und Diplom-Kaufmann schloss er mit der Veröffentlichung der Dissertation im Jahre 1976 seine Promotion ab.

### Unternehmerisches Wirken
Körber begann seine Tätigkeit 1974 im Bereich Controlling der Oetker-Gruppe, später trat er in die Geschäftsführung der Söhnlein Rheingold KG ein. 1985 wechselte er zur Metro AG, wo er als Mitglied der Geschäftsleitung anfing. 1991 wurde er Mitglied der Generaldirektion, und 1996 Sprecher des Vorstands.
2001 wurde er einstimmig zum Vorstandsvorsitzenden gewählt und ist bis zum 28. Februar 2009 zu diesem Amt bestellt.
Körber wirkte u. a. bei der Einführung eines leistungsorientierten Vergütungssystems auf der Basis von EVA, im Jahre 2000, mit.
Das Einkommen Körbers betrug 2006 rund 4,67 Millionen Euro.
Im Oktober 2007 trat er, nach elf Jahren und nach acht Jahren als Vorsitzender, aus dem Vorstand der Metro AG aus. Sein Nachfolger wurde Eckhard Cordes.

### Mitgliedschaften und Mandate
Körber ist Sprecher des „Länderkreises Rumänien“ im Ost-Ausschuss der Deutschen Wirtschaft, Mitglied des Beirats der Initiative D21 und Mitglied im Vorstand der Bundesvereinigung der Deutschen Arbeitgeberverbände, sowie Präsident der Vereinigung der Aufsichtsräte in Deutschland.
Er ist Mitglied in den Aufsichtsräten der Bertelsmann AG, der Kaufhof Warenhaus AG, der Real Holding GmbH sowie der Loyalty Partner Holding GmbH und im Board of Directors der Air Berlin PLC und der Skandinaviska Enskilda Banken AB.

### Weiteres
Während des Aufenthalts in Berlin war Körber auch als Wasserballspieler bei den Wasserfreunden Spandau 04 aktiv.
Heute lebt er in Düsseldorf.

## Werke
- Die Finanzierungspolitik der deutschen Brauindustrie: Eine Analyse anhand der Jahresabschlüsse der deutschen Aktienbrauereien von 1963 bis 1972: Technische Universität Berlin, Fachbereich Lebensmitteltechnologie und Biotechnologie, Dissertation, 1976.